# Dostojka niobe
Dostojka niobe (Argynnis niobe) – motyl dzienny z rodziny rusałkowatych.

## Wygląd
Rozpiętość skrzydeł od 50 do 55 mm, dymorfizm płciowy niewielki.

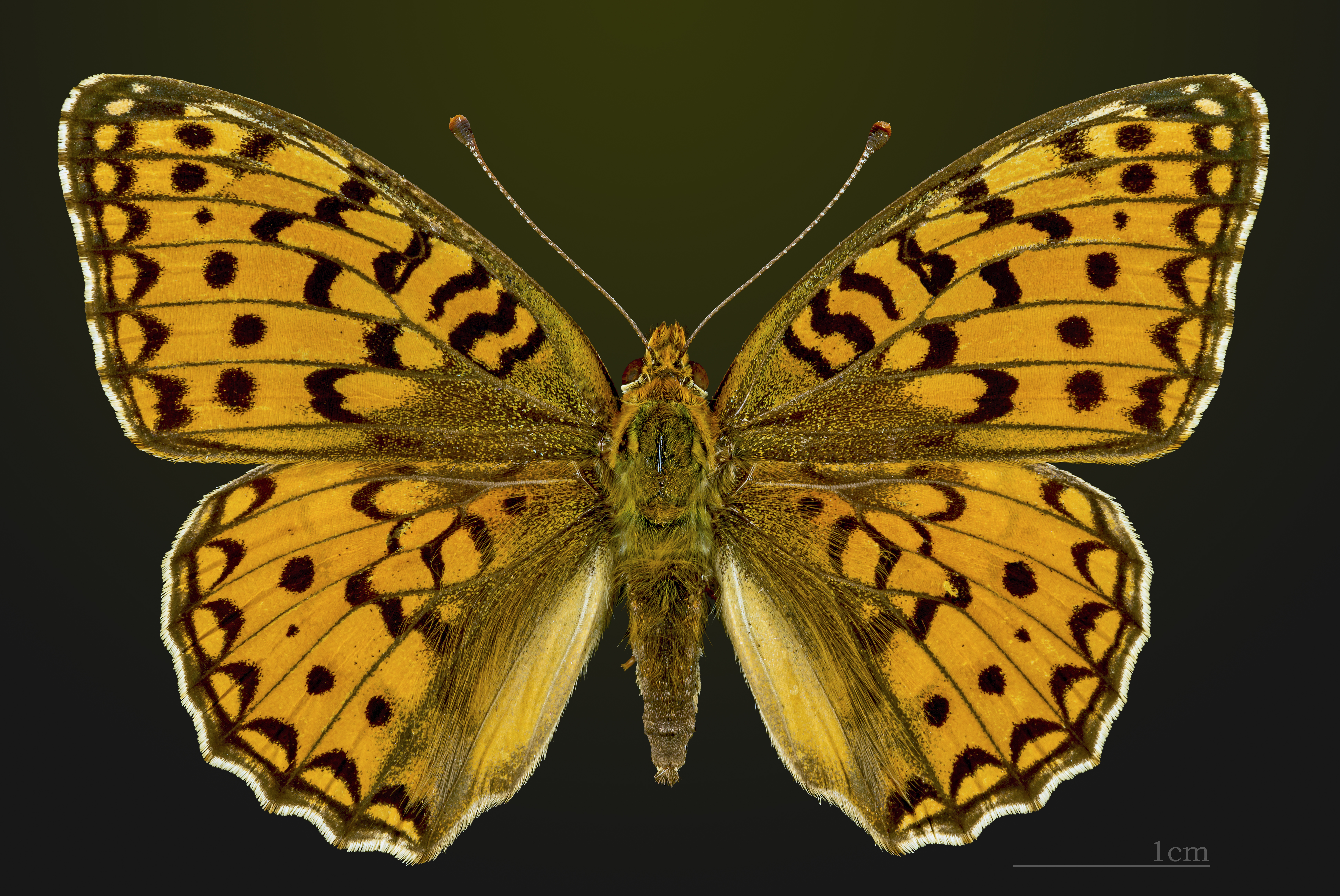
Argynnis niobe
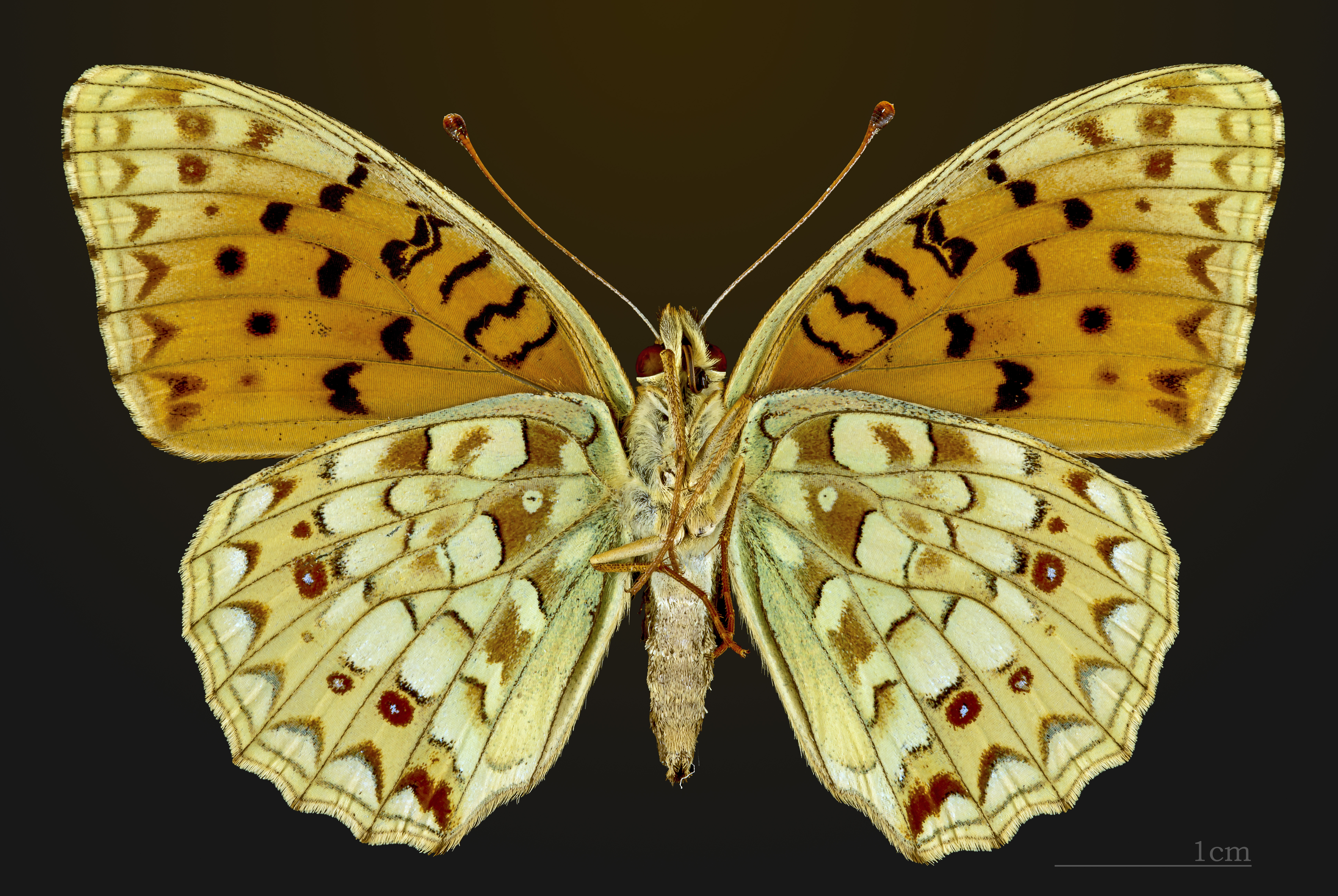
△ Argynnis niobe

## Siedlisko
Ekstensywnie użytkowane łąki i pastwiska, polany i brzegi lasów. Preferuje otwarte tereny.

## Biologia i rozwój
Wykształca jedno pokolenie w roku (połowa czerwca - początek sierpnia). Tworzy populacje osiadłe. Roślinami żywicielskimi są fiołki, głównie fiołek kosmaty i fiołek psi. Jaja składane są w pobliżu roślin żywicielskich. Larwa zimuje w osłonce jajowej. Gąsienice żerują za dnia i o zmierzchu. Przepoczwarczenie po 1,5-2 miesiącach.

## Rozmieszczenie geograficzne
Gatunek palearktyczny, w Polsce dawniej pospolity, obecnie rzadki.